# متاربیتال
متاربیتال(به انگلیسی: Metharbital) در سال ۱۹۰۵ توسط امیل فیشر که برای شرکت مرک کار می کرد به ثبت رسید. این دارو توسط آزمایشگاه ابوت با نام تجاری Gemonil در سال ۱۹۵۲ به بازار عرضه شد و در سال ۱۹۹۰ تولید آن متوقف شد. متاربیتال یک ضد تشنج از دسته باربیتورات‌ها است که در درمان صرع استفاده می شود. این دارو خواصی مشابه با فنوباربیتال دارد.

## سنتز
متاربیتال را می توان از ۲٬۲-دی‌اتیل‌مالونیک اسید و O-متیل‌سورآ سنتز کرد.